# Prix Gaudí 2022
La 14e cérémonie des Prix Gaudí, organisée par l'Acadèmia del Cinema Català, se déroule le 6 mars 2022 et récompense les productions de cinéma catalan sortis en 2021.
Le film Sis dies corrents de Neus Ballús domine cette cérémonie avec cinq prix remportés dont ceux du meilleur film  en langue catalane, du meilleur réalisateur et du meilleur acteur.

## Palmarès

### Meilleur film en langue catalane
- Sis dies corrents de Neus Ballús
  - El ventre del mar de Agustí Villaronga
  - Tros de Pau Calpe
  - Visitant de Alberto Evangelio

### Meilleur film en langue non-catalane
- Libertad de Clara Roquet
  - Les Lois de la Frontière (Las leyes de la frontera) de Daniel Monzón
  - Mediterráneo de Marcel Barrena
  - En décalage (Tres) de Juanjo Giménez Peña

### Meilleur réalisateur
- Neus Ballús pour Sis dies corrents
  - Agustí Villaronga pour El ventre del mar
  - Daniel Monzón pour Les Lois de la Frontière (Las leyes de la frontera)
  - Clara Roquet pour Libertad

### Meilleur scénario
- Clara Roquet pour Libertad
  - Agustí Villaronga pour El ventre del mar
  - Neus Ballús et Margarita Melgar pour Sis dies corrents
  - Juanjo Giménez Peña et Pere Altimira pour En décalage (Tres)

### Meilleure actrice
- Maria Morera pour Libertad
  - Vicky Luengo pour Chavalas
  - Begoña Vargas pour Les Lois de la Frontière (Las leyes de la frontera)
  - Marta Nieto pour En décalage (Tres)

### Meilleur acteur
- Mohamed Mellali pour Sis dies corrents
  - Roger Casamajor pour El ventre del mar
  - Chechu Salgado pour Les Lois de la Frontière (Las leyes de la frontera)
  - Eduard Fernández pour Mediterráneo

### Meilleure actrice dans un second rôle
- Ángela Cervantes pour Chavalas
  - Nora Navas pour Libertad
  - Vicky Peña pour Libertad
  - Anna Castillo pour Mediterráneo

### Meilleur acteur dans un second rôle
- Valero Escolar pour Sis dies corrents
  - Sergi López pour Mediterráneo
  - Àlex Monner pour Mediterráneo
  - Miki Esparbé pour En décalage (Tres)

### Meilleure direction de production
- Albert Espel et Kostas Seakianakis pour Mediterráneo
  - Bàrbara Ferrer pour El ventre del mar
  - Goretti Pagès pour Les Lois de la Frontière (Las leyes de la frontera)
  - Bernat Rifé et Goretti Pagès pour Sis dies corrents

### Meilleur film documentaire
- El retorn: la vida després de l'ISIS de Alba Sotorra
  - Balandrau, infern glaçat de Guille Cascante
  - El niño de fuego de Ignacio Acconcia
  - Un blues per a Teheran de Javier Tolentino

### Meilleur film d'animation
- Mironins de Mikel Mas et Txesco Montalt

### Meilleur court-métrage
- Farrucas de Ian de la Rosa
  - Animal salvatge de Maria Besora
  - Facunda de Marta Romero
  - L'estrany de Oriol Guanyabens

### Meilleur film de télévision
- Frederica Montseny, la dona que parla de Laura Mañá
  - Berenàveu a les fosques de Sílvia Quer
  - Tocats pel foc de Santi Lapeira
  - Un mundo para Julius de Rossana Díaz Costa

### Meilleure direction artistique
- Balter Gallart pour Les Lois de la Frontière (Las leyes de la frontera)
  - Laia Colet pour Love Gets a Room
  - Susy Gómez pour El ventre del mar
  - Marta Bazaco pour Libertad

### Meilleur montage
- Neus Ballús et Ariadna Ribas pour Sis dies corrents
  - Bernat Aragonés pour El ventre del mar
  - Mapa Pastor pour Les Lois de la Frontière (Las leyes de la frontera)
  - Ana Pfaff pour Libertad

### Meilleure musique
- Arnau Bataller pour Mediterráneo
  - Marcús JGR pour El ventre del mar
  - Derby Motoreta's Burrito Kachimba pour Les Lois de la Frontière (Las leyes de la frontera)
  - Paul Tyan pour Libertad

### Meilleure photographie
- Gris Jordana pour Libertad
  - Josep Maria Civit et Blai Tomàs pour El ventre del mar
  - Carles Gusi pour Les Lois de la Frontière (Las leyes de la frontera)
  - Kiko de la Rica pour Mediterráneo

### Meilleurs costumes
- Vinyet Escobar pour Les Lois de la Frontière (Las leyes de la frontera)
  - Alberto Valcárcel pour Love Gets a Room
  - Susy Gómez et Pau Aulí pour El ventre del mar
  - Alba Costa pour Sis dies corrents

### Meilleur son
- Dani Fontrodona, Oriol Tarragó, Marc Bech et Marc Orts pour En décalage (Tres)
  - Isaac Bonfill, Oriol Tarragó et Marc Orts pour Les Lois de la Frontière (Las leyes de la frontera)
  - Eva Valiño, Fabiola Ordoyo et Yasmina Praderas pour Mediterráneo
  - Amanda Villavieja, Elena Coderch et Albert Manera pour Sis dies corrents

### Meilleurs effets visuels
- Àlex Villagrasa pour Mediterráneo
  - Lluís Rivera et Lluís Castells pour Froid mortel (Bajocero)
  - Anna Aragonès pour El ventre del mar
  - Raúl Romanillos et Míriam Piquer pour Les Lois de la Frontière (Las leyes de la frontera)

### Meilleur maquillage
- Sarai Rodríguez, Nacho Díaz et Benjamín Pérez pour Les Lois de la Frontière (Las leyes de la frontera)
  - Montse Boqueras pour Chavalas
  - Alma Casal pour El ventre del mar
  - Barbara Broucke et Jesús Martos pour Libertad

### Meilleur film européen
- Drunk de Thomas Vinterberg
  - Annette de Leos Carax
  - La Voix d'Aïda de Jasmila Žbanić
  - Titane de Julia Ducournau

### Prix d'honneur
- Tomàs Pladevall Fontanet